# Jan van der Hoeve

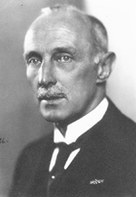
Jan van der Hoeve

Jan van der Hoeve (* 13. April 1878 in Santpoort; † 26. April 1952 in Leiden) war ein niederländischer Augenarzt.

## Leben
Jan wurde als Sohn des gleichnamigen Vaters (* 23. Januar 1848 in Broek) und dessen am 31. Januar 1872 in Schoonhoven geheirateter Frau Susanna Maria Christina Collewijn (* 29. September 1844 in Schoonhoven; † 5. Juni 1894 in IJmuiden) geboren. Er hatte 1889 die höhere Bürgerschule in Haarlem besucht und immatrikulierte sich am 1. Oktober 1894 an der Universität Leiden, um Medizin zu studieren. Ab Oktober 1900 arbeitete er als Assistent für Augenheilkunde unter Willem Koster Gzn. (* 16. Oktober 1865 in Boskoop; † 27. April 1921 in Den Haag) in Leiden und bestand am 1. März 1901 dort sein Arztexamen. Am 4. Juni 1902 promovierte er an der Universität Bern mit dem Thema Beiträge zur Lehre vom Schielen und arbeitete ab 1905 beim niederländischen Militär als Gesundheitsoffizier in Utrecht. Am 18. Juni 1913 wurde er auf die Professur der Augenheilkunde an die Universität Groningen berufen, welche Aufgabe er am 20. September desselben Jahres mit der Einführungsrede De oogheelkunde in verband met andere dele der medische wetenschap (deutsch: Die Augenheilkunde in Verbindung mit anderen Teilen der medizinischen Wissenschaft) antrat.
Am 26. Oktober 1918 erhielt er eine Berufung auf die Professur für Augenheilkunde an die Universität Leiden, welchem er folgte und die Aufgabe am 22. Januar 1919 mit der Antrittsrede De tegenwoordige stand der Oogheelkunde (deutsch: Der gegenwärtige Stand der Augenmedizin) übernahm. Hoeve hatte Beiträge im Leerboek der praeventieve geneeskunde, im Handbuch der gesamten Augenheilkunde und den verschiedenen Augenärztlichen Zeitschriften in Deutschland, England, Frankreich, den Niederlanden und Amerika verfasst. Man ernannte van der Hoeve 1928 zum Ritter des Ordens vom niederländischen Löwen, 1931 zum Kommandeur, sowie 1948 zum Großoffizier des Ordens von Oranien-Nassau, zum Offizier des belgischen Kronenordens, er erhielt das ungarische Kriegsverdienstkreuz zweiter Klasse, die Mac Kenzie Medaille, 1933 die Doyne Memorial Lektur, sowie die daran gebundene Medaille der University of Oxford und im selben Jahr die Bowman Lektur der Ophthalmological Society von Großbritannien. Auch erhielt er 1928 das Ehrendoktorat der Rechte der University of Edinburgh und 1926 die Ehrendoktorwürde der Medizin der Universität Heidelberg. 1923 wurde er Mitglied der königlich niederländischen Akademie der Wissenschaften, für welche er 1926 als stellvertretender Vorsitzender und 1932 als Vorsitzender der Abteilung Naturkunde fungierte.
Außerdem war er Mitglied der belgischen Société d’Ophtalmologie, der französischen Société d’Ophtalmologie, der deutschen Ophthalmologischen Gesellschaft, der britischen Ophthalmological Society, sowie weiterer Augenärztlichen Vereinigungen in Amerika, Spanien, Ägypten, Österreich und Ungarn. Auch war er Mitglied der medizinischen Institutionen der Koninklijke Vlaamse Academie van België voor Wetenschappen en Kunsten, der Koninklijk Natuurkundig Genootschap in Groningen, Ehrenmitglied des Budapester Königlichen Aerzte-Vereins, der Vereniging ter bestrijding van Trachoom (deutsch: Vereinigung zur Bekämpfung von Trachom), der Académie nationale de Médecine und der Royal Society of Medicine. Im Akademiejahr 1936/37 wurde van der Hoeve zum Rektor der Leidener Alma Mater gewählt, in welcher Eigenschaft er am 8. Februar 1937 die Rektoratsrede De voorkoming van blindheid (deutsch: Die Präventionen gegen Blindheit) hielt. Am 28. Januar 1943 wurde er aus seiner Professur entlassen. Nach dem Zweiten Weltkrieg wurde 1946 das niederländische Hochschulwesen reorganisiert. Darum ernannte man van der Hoeve zum Professor der Medizin, welche Aufgabe er bis 1948 ausübte. Er lebte danach noch weiter in Leiden, wo er an den Folgen eines Verkehrsunfalls verstarb.
Van der Hoeve verheiratete sich am 28. September 1905 in Scheveningen mit Elisabeth Adriana Laurillard (* 30. Januar 1883 in Rotterdam; † 7. Januar 1966 in Leiden), die Tochter des Tabakhändlers Isaac Laurillard (* 25. Juni 1850 in Hillegersberg; † 5. April 1909 in Den Haag) und dessen am 2. Oktober 1879 in Dordrecht geheirateten Frau Maria Catharina de Bruijn (* um 1856; † 12. März 1921 in Schevingen). Aus der Ehe stammen zwei Töchter. Von den Kindern kennt man Isa van der Hoeve (* 9. April 1909 in Utrecht) und Suze Maria Cornelia van der Hoeve (* 11. Juli 1906 in Breda) welche sich am 11. Juni 1929 in Leiden mit Willem Frederik Noordhoek Hegt (* 28. März 1904 in Den Helder) verheiratete (geschieden 19. November 1936 in Den Haag).

## Werke (Auswahl)
- Beiträge zur Lehre vom Schielen. Wiesbaden 1902
- Bibliotheca ophthalmologica van de inrichting tot behandeling en verpleging van minvermogende ooglijders te Groningen. Groningen 1911, 1919
- De oogheelkunde in verband met andere deelen der medische wetenschap. Groningen 1913
- De tegenwoordige stand der oogheelkunde. Leiden 1919
- Het Boerhaavekwartier. Leiden 1928
- Voorkoming van blindheid. Leiden 1937
- Praeventieve oogheelkunde. Groningen 1936–1938, 3. Bde.
- Lipoidoses en scleromalacia perforans. Amsterdam 1943